# Gmina Volga

Położenie Gminy Volga w hrabstwie Clayton

Gmina Volga (ang. Volga Township) – gmina w USA, w stanie Iowa, w hrabstwie Clayton. Według danych z 2000 roku gmina miała 551 mieszkańców, a jej powierzchnia wynosi 101,09 km².